# Pip Ivan Marmarosky
Pip Ivan Marmarosky (Oekraïens: Піп Іван Мармароський) is een berg gelegen in de oblast Transkarpatië van Oekraïne en heeft een hoogte van 1.936 meter. De berg is gesitueerd in een van de meest afgelegen delen van de Oekraïense Karpaten en is daardoor moeilijk begaanbaar. De berg ligt tevens in het Karpatisch Biosfeerreservaat. Toegang tot het gebied is mogelijk, maar omdat de Pip Ivan Marmarosky zo dicht bij Roemenië ligt heeft men toestemming nodig van de Oekraïense grenswacht om de berg te beklimmen. Dit moet minimaal een week van tevoren worden aangevraagd.

## Galerij

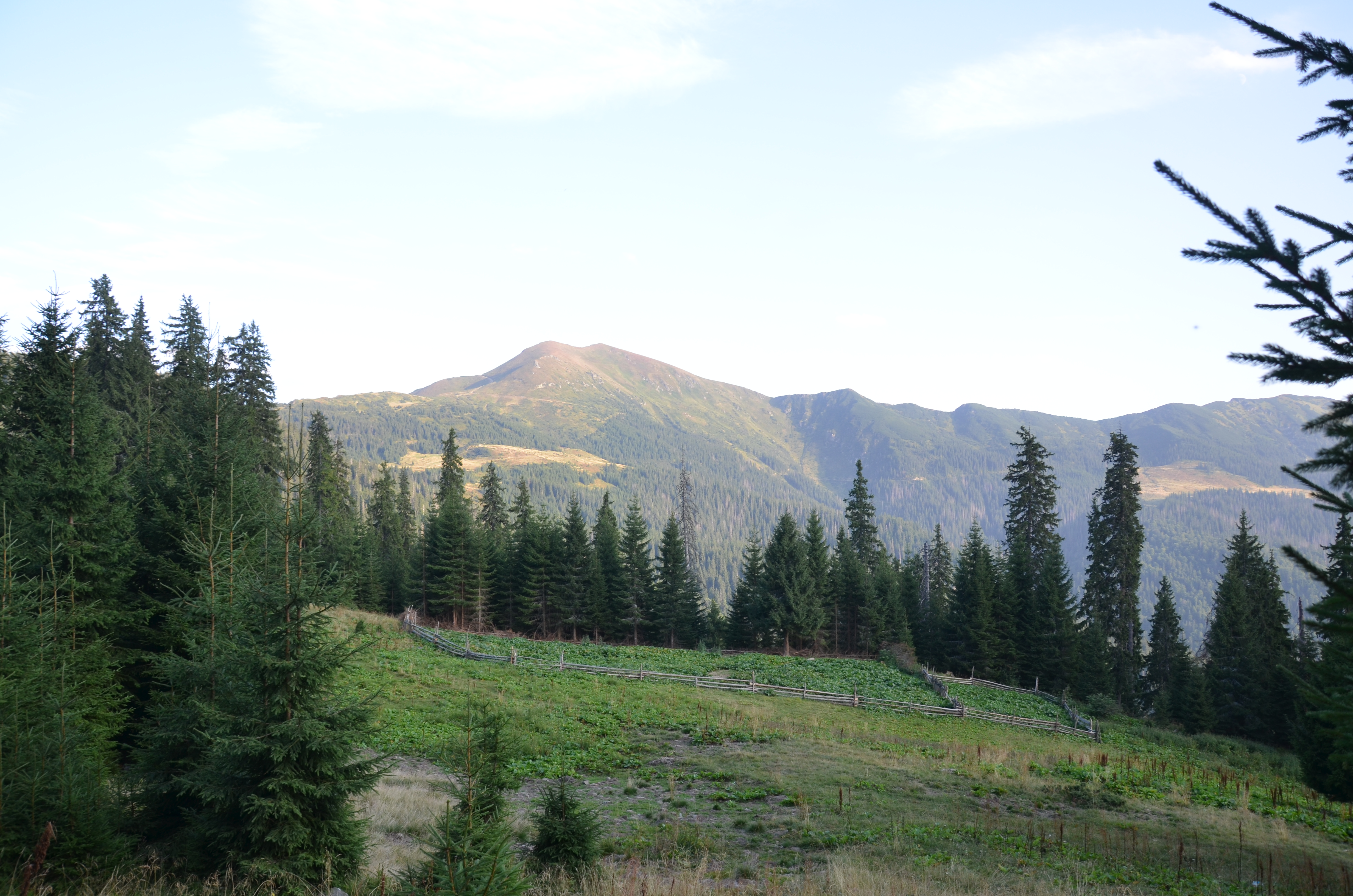
Uitzicht op Pip Ivan Marmarosky.